# Джон Пайпер (богослов)
Джон Стівен Пайпер (нар. 11 січня 1946, Чаттануга) — богослов, пастор і канцлер Вифлеємського коледжу та семінарії в Міннеаполісі. Пайпер викладав Біблію в Бетельському університеті протягом шести років (1974–1980) перед служінням пастором проповіді й бачення у Бетлехемській баптиській церкві Міннеаполіса протягом 33 років (1980–2013).
Пайпер є засновником і старшим викладачем desiringGod.org [Архівовано 23 лютого 2011 у Wayback Machine.], названої на честь його книги Desiring God: Meditations of a Christian Hedonist (1986), і написав низку нагороджених книг, у тому числі лавреатів Християнської книжної премії ECPA: Захоплюючі гріхи (Spectacular Sins), Те, що Ісус вимагає від світу (What Jesus Demands from the World), Проонизане Словом (Pierced by the Word), і Божий запал для Його слави (God's Passion for His Glory), а також бестселери Не марнуй своє життя (Don't Waste Your Life) та Запал Ісуса Христа (The Passion of Jesus Christ).

## Біографія
Пайпер народився 11 січня 1946 року в Чаттанузі, штат Теннессі, в сім'ї Білла і Рут Пайпер. Його батько був мандрівним євангелістом понад 60 років. До того, як Пайпер виповнився рік, його родина переїхала до Грінвіля, у Південній Каролайні, де він провів решту молодості, закінчивши школу у Вейд-Хемптоні в 1964 році.
Пайпер здійснив релігійне навернення на коліні матері, перебуваючи на родинних канікулах на Флориді, коли йому було шість років. Він зауважив, що «роздмухує» те, що він навернувся у віці шести років не тому, що пам'ятає цю подію, а тому, що Біблія говорить йому, що з ним сталося.
Пайпер одружилася з Ноель Генрі в грудні 1968 року, з якою вони мають чотирьох синів, дочку та 12 онуків.
Пайпер здобув освіту у Вітонському коледжі у 1964–1968 роках з літератури та додатково з філософії. Вивчення романтичної літератури з Клайдом Кілбі змусило його особливо зацікавитись поезією і Пайпер продовжує писати вірші для святкування родинних подій, а також щороку складає вірші на основі біблійних персонажів для своєї громади протягом чотирьох тижнів Адвенту.
У коледжі Пайпер спочатку хотів зробити кар'єру в медицині, перш ніж ухвалити рішення про служіння під час нападу мононуклеозу, слухаючи проповіді Гарольда Окенги по радіо на лікарняному ліжку. Пайпер отримала ступінь бакалавра богослов'я у Фуллерській богословська семінарії в Пасадіні, штат Каліфорнія, брав кілька курсів у Даніеля Фуллера, і завдяки йому відкрив праці Джонатана Едвардса.
Пайпер отримав ступінь доктора богослов'я з досліджень Нового Завіту в Мюнхенському університеті в Німеччині (1971–1974), під керівництвом Леонгарда Гоппельта. Його дисертація «Полюби своїх ворогів» була опублікована видавництвом Cambridge University Press та Baker Book House. Після закінчення докторської студії Пайпер викладав біблійну науку в Бетельському університеті та семінарії в Сент-Полі, Міннесота, протягом шести років у 1974–1980 роках.
Мати Пайпера померла 16 грудня 1974 року в аварії автобуса в Ізраїлі; результатом стала книга 1990 року «У чому різниця?» (What's the Difference?).
11 січня 2006 року Пайпер оголосив, що у нього діагностовано рак простати. Згідно з листом, надісланим до його церкви він та його лікарі вважали, що рак повністю піддається лікуванню. Його реакцією на це було: «Звісно, ця новина була доброю для мене. Найнебезпечніша річ у світі — це гріх самонадіяності та світське остовпіння. Новина про рак має надзвичайно вибуховий ефект на них двої. Я дякую Богу за це. Час зі Христом у ці дні є надзвичайно солодкими.»
Пайпер переніс успішну операцію 14 лютого 2006 року.
Батько Пайпера помер 6 березня 2007 року.

### Служба

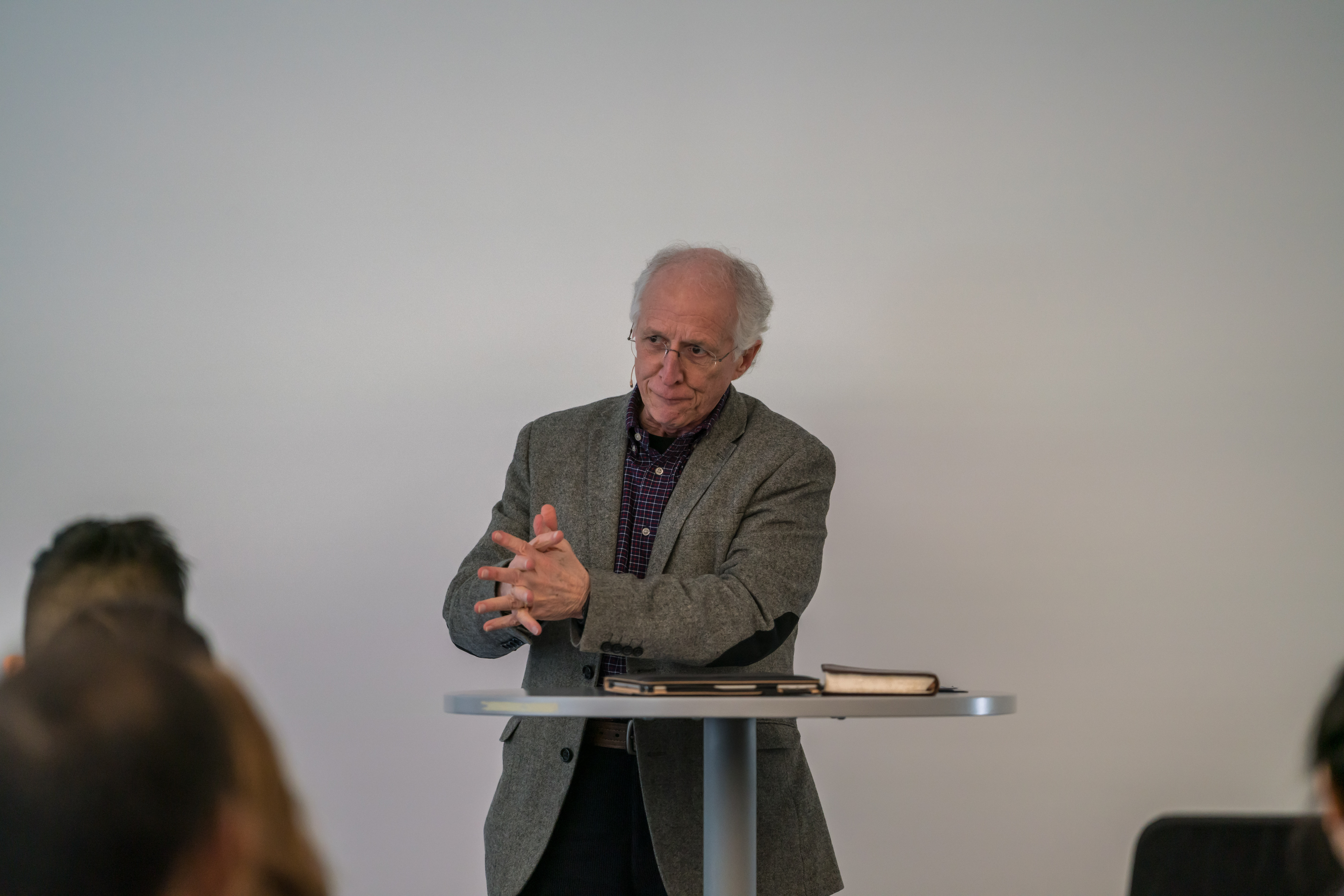
Джон Пайпер вчить у VMware, Пало-Альто, Каліфорнія, у лютому 2020 року.

У 1980 році Пайпер став пастором у Бетлехемській баптистській церкві в Міннеаполісі, штат Міннесота, де служив до 31 березня 2013 року. Пайпер став частиною євангельського християнства після друку його книги «Бажання Бога: Роздуми християнського гедоніста» в 1986 році, і продовжував видавати десятки книг, що далі формували його богословську перспективу. У 1994 році Пайпер заснувала служіння Бога, що бажає, з метою «розповсюдження [пристрасті] до верховенства Бога у всьому на радість усім людям через Ісуса Христа». Служіння «Бажаючи Бога» безкоштовно пропонує усі проповіді та статті Пайпера за останні три десятиліття, а також більшість його книг.
У червні 2011 року Пайпер оголосив, що незабаром лишить служіння пастора. 20 травня 2012 року Джейсона Мейєра було обрано наступним пастором Проповідування та Бачення замість Пайпера.
31 березня 2013 року (Пасхальна неділя) Пайпер проголосив свою останню проповідь як пастор і у відкритому листі до громади оголосив, що він та його родина принаймні на рік переїдуть до Теннессі, щоб нове керівництво церкви розробило стратегічне бачення церкви без відволікань.
У 2010 році на його честь вийшов Festschrift під назвою «Для слави Божого імені: Нариси на честь Джона Пайпера», включаючи внески Дона Карсона, Сінклера Фергюсона, Г. К. Біла, Томаса Р. Шрайнера, Вейна Грудема, Алберта Молера, Чарльза Махані, Марка Девера, Джона МакАртур та Білла Моунса.

## Богословські погляди

### Християнський гедонізм
Одна з найвідмітних рис богослов'я Пайпера є християнський гедонізм, вперше викладений в книзі «Бажання Бога: Роздуми християнського гедоніста» (1986); Пайпер заявив, що християнський гедонізм, який він вважає центральним посланням своєї праці, проходить у всіх його публікаціях і книгах, і резюмував це як «Бог [найбільше] прославляється в нас, коли ми в ньому найбільш задоволені».

### Комплементаризм
Пайпер дотримується додаткового погляду на статеві ролі дотримуючись точки зору, що Біблія вчить, що чоловік покликаний керувати, захищати і забезпечувати свою дружину та родину, і що дружина повинна підтверджувати і підкорятися керівництву свого чоловіка. Пайпер також висловлює свою думку, що Біблія вчить чоловіків нести головну відповідальність за керівництво церквою, і що тільки чоловіки можуть бути старшими. Пайпер, разом з Вейном Грудемом, виступив співредактором книги «Відновлення біблійної мужності та жіночності», що висвітлює комплементаризм гендерних ролей.

### Кальвінізм
Сотеріологія Пайпера є кальвіністською і його еклезіологія є баптиською. Пайпер стверджує чітко кальвіністську доктрину подвійного передвизначення, що включає «безумовне заперечення» або приречення як наслідок августинської доктрини про безумовне вибрання. Пайпер також підтримує думку Готфріда Лейбніца, за якою Бог затвердив цей Всесвіт найкращим з усіх можливих всесвітів.
Пайпер вірить у sola fide, виправдання віри лише вірою, без необхідності виправдання ділами людини а його вчення підкреслюють необхідність активної наполегливості святих у вірі, освяченні та терпінні у стражданнях, які, на його думку, є свідченням Божої рятівної благодаті. Що стосується підпорядкованого спасіння, Пайпер дотримується позиції, що колись сповідуючий християнин, який не дотримується віри до кінця, демонструє, що він помилявся у своєму вибранні і ніколи не був справжнім віруючим.

### Історичний креаціонізм
Пайпер підтримує бренд креаціонізму, відомий як «історичний креаціонізм», і пояснює свою думку книгою Джона Сайлхеймера «Буття незв'язане». «Історичний креаціонізм» стверджує, що Бог створив Всесвіт, планету Земля та багато істот і речей на самій Землі протягом невизначеного періоду часу до першого дня Буття 1-го розділу, і що дні тижня творіння були тим, що Бог змінив пустий шматок землі в благословенний регіон Едему, де Бог ввів Адама та Єву в життя і розмістив їх у ньому на шостий день. Пайпер, однак, визнав, що, хоча це його інтерпретація тексту, він не є догматичним щодо цього питання, і що «кожен пастор повинен висловитись і сказати те, що він вважає… Я схильний не малювати цього занадто вузько»

### Духовні дари
Що стосується духовних дарів, Пайпер вчить, що вони не припинилися та тривають, хоча і не в класичному п'ятидесятницькому розумінні натомість вважаючи, що надприродні дари, такі як пророцтва, чудеса, зцілення та розмова мовами не припиняються, і церква повинна продовжувати шукати їх, зокрема з увагою до місій та євангелізацій. Проте Пайпер вірить, що посада апостола припинилася і що дар пророцтва в церкві не є таким самим, як натхнення з Писань. Попри те, що він вважає, що Боже надприродне одкровення в новозавітному дарі пророцтва є безпомилковим, Пайпер заявив, що в наш час, сприйняття, розуміння та надання пророком одкровення поза записаним у Біблії Словом Божим є недосконалим і помилковим, що призводить до того, що сучасні пророцтва в церкві підлягають відбору.

### Есхатологія
Пайпер описує себе як «оптимістичного преміленіаліста» і дотримується погляду підхоплення після великого горя на друге пришестя Ісуса та на підхоплення (вознесіння), яке вчить, що Церква переживе Велику горе. Завдяки цій вірі він стверджує, що 11 розділ Римлянам вчить, що масове скупчення етнічних ізраїльтян буде врятоване, коли затвердіння їхніх сердець буде знято за другого приходу Ісуса. Тому він виступає за важливість надії на воскресіння мертвих за Христового повернення.

### Закон і завіт
Пайпер не заперечую типові герменевтичні основи, але далекий від диспенсаціоналізму, і ближче всього до завітного богослов'я, або новозавітного богослов'я в питаннях Закону і завітів, але погоджується з диспенсаціоналістським переконанням, що буде Тисячорічне царство. Він каже, що Бог призначив Закон для відкриття гріха і показавти повну зіпсованість людини відповідати його праведним вимогам. Пайпер вважає, що християни, які живуть за Новим Завітом, не підпадають під закон Старого Завіту, але здатні здійснити його намір завдяки вірі в Ісуса Христа.
Пайпер вчить, що Бог має лише один завітний народ, в основному віруючих євреїв Старого Завіту, який сьогодні складається з усіх послідовників Христа або Церкви, будь то єврей чи з поган. Пайпер стверджує, що Ізраїль має право від Бога жити в своїй країні, але не тому, що вони є євреями, а євреї, які відкидають Ісуса як Месію, не мають божественного права вимагати цих обіцянок. Пайпер також вважає, що всі християни, євреї або з поганів, успадкують землю, включаючи землю Ізраїлю, коли Христос створить Тисячорічнє царство за Другого пришестя.

### Новокальвінізм
Пайпер вплинув на новий рух під назвою «Новокальвінізм», який, за його словами, він вважає своїм батьківським обов'язком формувати; одним з ключових аспектів новокальвінізму є відродження доктрин благодаті, а також відновлення інтересу до богослов'я таких богословів, як Джонатан Едвардс та інших визначних діячів церковної історії. Новокальвінізм був процитований у 2009 році Девідом Ван Біемою в журналі Time як одна з «10 думок, що змінюють світ прямо тепер».
Незважаючи на його вплив, багато відомих богословів висловили застереження щодо руху; однією з видатних фігур, яка висловила застереження щодо руху, є доктор Пітер Мастерс з Метрополітанської скинії в Лондоні, який називає новокальвінізм злиттям «кальвінізму зі світкістю». У Замбії серед реформованих баптистів зростає занепокоєння тим, що новокальвінізм є небезпечним рухом; деякі, такі як доктор Конрад Мбеве.

## Книги
Українською мовою:
- 50 причин, чому Ісус прийшов померти
- Найважливішими запитаннями, які може поставити людина, є запитання: Чому Ісус Христос був розіп'ятий? Чому…

Російською мовою:
- Алчущие Бога
- Алчущие Бога. Приближение к Богу через пост и молитву
- Блаженный Августин. Лебедь не молчит. Высшая радость в жизни и творчестве Б…
- Бог и есть Благая весть
- Братья, мы не профессионалы. Обращения к пастырям — призыв к радикальному с…
- Величие Бога в проповеди
- Верные Богу. В 5 томах
- Видя и наслаждаясь Иисусом Христом
- Грядущая благодать. Очищающая сила веры в грядущую благодать
- Грядущая благодать. Очищающая сила веры в грядущую благодать
- Да веселятся народы! Главенство Бога в миссионерском служении
- Джонатан Эдвардс. Пастор — богослов
- Дивный Сад. Господство Христа в интимных отношениях
- Думать и верить. Как разум и сердце вместе могут прославлять Бога
- Жаждущие Бога
- Жан Кальвин. Божественное величие Слова
- Зло торжествует и проигрывает. Как вопиющие грехи служат славе Христа
- Истинно живы. Что происходит, когда мы рождаемся свыше
- К радости твоей
- Коронавирус и Христос
- Мартин Лютер. Уроки, извлеченные из его жизни и творчества
- Не трать свою жизнь напрасно
- Особая слава. Как писание раскрывает свою абсолютную истинность
- Страсти Христовы. Второе издание. 50 причин, по которым Христу надлежало по…
- Страсти Христовы
- Чему радуется Бог? Размышления об удовольствии быть Богом

Англійською мовою:
- Love Your Enemies: Jesus' Love Command in the Synoptic Gospels and the Early Christian Paraenesis (Cambridge University Press, 1980; Baker, 1991).
- The Justification of God: An Exegetical and Theological Study of Romans 9:1–23 (Baker, 1983; 2nd ed, 1993).
- Desiring God: Meditations of a Christian Hedonist (Multnomah, 1986; 2nd ed, 1996; 3rd ed, 2003; 4th ed [25th Anniversary], 2011).
- The Supremacy of God in Preaching (Baker, 1990, 2nd ed, 2003).
- The Pleasures of God (Multnomah, 1991; Expanded edition, 2000).
- Recovering Biblical Manhood and Womanhood (Co-editor) (Crossway, 1991).
- Let the Nations Be Glad! The Supremacy of God in Missions (Baker, 1993, 2nd Edition 2003).
- Future Grace: The Purifying Power of Living By Faith In Future Grace (Multnomah, 1995).
- A Hunger for God: Desiring God Through Fasting and Prayer (Crossway, 1997).
- A Godward Life: Savoring the Supremacy of God in All of Life (Multnomah, 1997).
- God's Passion for His Glory: Living the Vision of Jonathan Edwards (Crossway, 1998).
- The Innkeeper (Crossway, 1998).
- A Godward Life, Book Two: Savoring the Supremacy of God in All of Life (Multnomah, 1999).
- The Legacy of Sovereign Joy: God's Triumphant Grace in the Lives of Augustine, Luther, and Calvin (Crossway, 2000).
- The Hidden Smile of God: The Fruit of Affliction in the Lives of John Bunyan, William Cowper, and David Brainerd (Crossway, 2001).
- Seeing and Savoring Jesus Christ (Crossway, 2001, 2nd edition, 2004).
- The Dangerous Duty of Delight: Daring to Make God the Object of Your Desire (Multnomah, 2001).
- What's the Difference?: Manhood and Womanhood Defined According to the Bible (Crossway, 2001, reprint 2008).
- The Misery of Job and the Mercy of God (Crossway, 2002).
- Brothers, We Are not Professionals: A Plea to Pastors for Radical Ministry (Broadman & Holman Publishers, 2002).
- The Roots of Endurance: Invincible Perseverance in the Lives of John Newton, Charles Simeon, and William Wilberforce (Crossway, 2002).
- Counted Righteous in Christ: Should We Abandon the Imputation of Christ's Righteousness? (Crossway, 2002).
- Beyond the Bounds (co-editor) (Crossway, 2003).
- Don't Waste Your Life (Crossway, 2003).
- Pierced By the Word: Thirty-One Meditations for Your Soul (Multnomah, 2003).
- The Prodigal's Sister (Crossway, 2003).
- The Passion of Jesus Christ (Crossway, 2004). Also released under title 50 Reasons Why Jesus Came to Die
- When I Don't Desire God: How to Fight for Joy (Crossway, 2004).
- Life As a Vapor (Multnomah, 2004).
- A God Entranced Vision of All Things (Co-editor; Crossway, 2004).
- Sex and the Supremacy of Christ (w/ Justin Taylor, Crossway, 2005).
- Taste and See: Savoring the Supremacy of God in All of Life (Multnomah, 2005).
- God is the Gospel: Meditations on God's Love as the Gift of Himself (Crossway, 2005).
- Contending for Our All: Defending Truth and Treasuring Christ in the Lives of Athanasius, John Owen, and J. Gresham Machen (Crossway, 2006).
- Fifty Reasons Why Jesus Came to Die (Crossway, 2006).
- Suffering and the Sovereignty of God (Crossway, 2006).
- What Jesus Demands from the World (Crossway, 2006).
- When the Darkness Will Not Lift: Doing What We Can While We Wait for God—and Joy (Crossway, 2007)
- Amazing Grace in the Life of William Wilberforce (Crossway, 2007).
- The Supremacy of Christ in a Postmodern World (co-editor w/ Justin Taylor, Crossway, 2007)
- Battling Unbelief: Defeating Sin with Superior Pleasure (Multnomah, 2007)
- The Future of Justification: A Response to N. T. Wright (Crossway 2007).
- Spectacular Sins: And Their Global Purpose in the Glory of Christ (Crossway, 2008).
- John Calvin and His Passion for the Majesty of God (Crossway, 2008).
- The Hidden Smile of God: The Fruit of Affliction in the Lives of John Bunyan, William Cowper, and David Brainerd (Crossway, 2008).
- Finally Alive — Christian Focus, (March 20, 2009).
- This Momentary Marriage: A Parable of Permanence (Crossway, 2009)
- Filling Up the Afflictions of Christ: The Cost of Bringing the Gospel to the Nations in the Lives of William Tyndale, Adoniram Judson, and John Paton (Crossway, 2009).
- A Sweet and Bitter Providence: Sex, Race, and the Sovereignty of God (Crossway 2010).
- Jesus: The Only Way to God: Must You Hear the Gospel to be Saved? (Baker, 2010).
- The Gadarene (Desiring God, 2010)
- Think: The Life of the Mind and the Love of God Crossway, (March 31, 2011).
- The Pastor as Scholar and the Scholar as Pastor — Crossway, (March 31, 2011).
- A Holy Ambition: To Preach Where Christ Has Not Been Named — Desiring God, (July 1, 2011)
- Thinking. Loving. Doing.: A Call to Glorify God with Heart and Mind (co-editor w/ David Mathis; Crossway, (September 8, 2011)
- Bloodlines: Race, Cross, and the Christian — Crossway, (September 8, 2011).
- The Innkeeper — Crossway; Reprint edition (September 14, 2011)
- Adoniram Judson — (Desiring God, 2012).
- The Dawning of Indestructible Joy: Daily Readings for Advent — Crossway (August 31, 2014)
- A Godward Life: Seeing the Supremacy of God in All of Life — Multnomah; Revised edition (October 6, 2015)
- Think It Not Strange: Navigating Trials in the New America (co-editor w/ 9 authors; Desiring God, 1 edition * (January 1, 2016)
- Lessons from a Hospital Bed — Crossway, (February 12, 2016)
- Your Sorrow Will Turn to Joy: Morning & Evening Meditations for Holy Week — CreateSpace Independent Publishing Platform; 1 edition (March 1, 2016)
- Living in the Light: Money, Sex and Power — The Good Book Company, (March 15, 2016)
- A Peculiar Glory: How the Christian Scriptures Reveal Their Complete Truthfulness — Crossway, (March 31, 2016)
- A Camaraderie of Confidence: The Fruit of Unfailing Faith in the Lives of Charles Spurgeon, George Müller, and Hudson Taylor — Crossway (April 30, 2016)
- 50 Crucial Questions: An Overview of Central Concerns about Manhood and Womanhood (co-edtior w/ Wayne Grudem, Crossway (April 30, 2016)
- Andrew Fuller: Holy Faith, Worthy Gospel, World Mission — Crossway; (August 31, 2016).
- Happily Ever After: Finding Grace in the Messes of Marriage — Desiring God; 1 edition * (January 25, 2017).
- The Collected Works of John Piper (13 volume set plus Index) — Hardcover: 8464 pages * Publisher: Crossway (March 31, 2017).
- Reading the Bible Supernaturally: Seeing and Savoring the Glory of God in Scripture — Crossway, (April, 2017).
- The Satisfied Soul: Showing the Supremacy of God in All of Life — Multnomah, (September 5, 2017).
- Shaped by God: Thinking and Feeling in Tune with the Psalms — Desiring God, (November 17, 2017).
- Expository Exultation: Christian Preaching as Worship — Crossway, (April, 2018).
- Coronavirus and Christ — Crossway, (April, 2020).
- Providence — Crossway, (January, 2021).

## Виноски
1. ↑  "In verse 1, 'In the beginning he made the heavens and the earth,' he makes everything. And then you go day by day and he's preparing the land. He's not bringing new things into existence; he's preparing the land and causing things to grow and separating out water and earth. And then, when it's all set and prepared, he creates and puts man there."[39]